# Patrick Bergin
Patrick Connolly Bergin (* 4. Februar 1951 in Dublin, Irland) ist ein irischer Schauspieler.

## Früheres Leben
Patrick Bergin wuchs in einer Arbeiterfamilie in einem Vorort von Dublin auf. Er ist einer von insgesamt fünf Söhnen. Sein Vater, der ursprünglich bei den Spiritanern studiert hatte und Priester werden wollte, war ein Politiker der Irish Labour Party und Senator im Parliament of Ireland. Die Schule verließ Bergin im Alter von siebzehn Jahren ohne Abschluss. Anschließend zog er nach London, wo er sich mit verschiedenen Tätigkeiten über Wasser hielt. Unter anderem jobbte er tagsüber als Postbote, Bauarbeiter und in einer Bibliothek.
Daneben besuchte Bergin die Abendschule und konnte dadurch seinen versäumten Schulabschluss nachholen. Während dieser Zeit war er zudem Mitglied einer Theatergruppe und entdeckte dadurch seine Leidenschaft für die Schauspielerei. Anschließend absolvierte er ein Drama-Studium, welches er mit einem Bachelor-Grad abschloss. Zunächst arbeitete er einige Jahre als Englisch-Lehrer und unterrichtete schwererziehbare Jugendliche und lernbehinderte Kinder. 1980 bekam Bergin schließlich eine vollzeitige Anstellung als Schauspieler in einem Repertoire-Theater.

## Karriere
Als Filmschauspieler debütierte Bergin 1984 in einer kleinen Nebenrolle im britischen Fernsehdrama Those Glory Glory Days. Für die Rolle im Fernsehdrama Morphine and Dolly Mixtures (1990) gewann er im Jahr 1992 den walisischen BAFTA Award (BAFTA Cymru Award).
1990 erhielt Bergin die Hauptrolle in dem Abenteuerfilm Land der schwarzen Sonne. Der Film erhielt ordentliche Kritiken und erhöhte auch Bergins Bekanntheitsgrad in Hollywood.
Dadurch konnte er ein Jahr darauf in Der Feind in meinem Bett eine seiner bekanntesten Rollen übernehmen. Für seine Rolle als tyrannischer Ehemann von Julia Roberts wurde er für den Saturn Award in der Kategorie Best Supporting Actor nominiert.
Ebenfalls 1991 übernahm Bergin im Kinofilm Robin Hood – Ein Leben für Richard Löwenherz die Hauptrolle des Robin Hood. An seiner Seite spielten unter anderen Jürgen Prochnow und Uma Thurman. Im selben Jahr stand Bergin zudem in dem Horrorfilm Highway zur Hölle in einer Nebenrolle vor der Kamera.
1992 spielte er die Rolle eines irischen Terroristen in Die Stunde der Patrioten an der Seite von Harrison Ford. 1996 konnte Bergin die Hauptrolle im Der Rasenmäher-Mann 2 – Beyond Cyberspace übernehmen, wobei der Schauspieler dieses Jahr selber als den Tiefpunkt seiner Karriere bezeichnete. 1999 sah man ihn im Thriller Das Auge neben Ewan McGregor. Im Jahr darauf verkörperte er im von Kritikern gelobten Filmdrama Allein gegen das Verbrechen an der Seite von Joan Allen die männliche Hauptrolle.
2001 verkörperte Bergin eine Nebenrolle in The Invisible Circus neben Cameron Diaz. 2002 übernahm er in der italienisch-deutschen Co-Produktion Dracula die Rolle des titelgebenden Graf Dracula. 2006 sah man ihn in dem Kriminalfilm Played – Abgezockt an der Seite von Val Kilmer und Gabriel Byrne.

## Privates und Sonstiges
Bergin heiratete 1992 Paula Frazier in Trinidad und Tobago. Das Paar hat eine gemeinsame Tochter. Bergins Bruder Emmet Bergin ist ebenfalls als Schauspieler tätig (Die Journalistin). Zudem ist Bergin auch gelegentlich musikalisch als Sänger aktiv und konnte bereits mit dem Lied The Knacker einen Top-10-Hit in seiner Heimat Irland landen.

## Filmografie (Auswahl)
- 1984: Those Glory Glory Days
- 1988: Ein Mann wie Taffin (Taffin)
- 1990: Morphine and Dolly Mixtures
- 1990: Land der schwarzen Sonne (Mountains of the Moon)
- 1991: Der Feind in meinem Bett (Sleeping with the Enemy)
- 1991: Robin Hood – Ein Leben für Richard Löwenherz (Robin Hood, Fernsehfilm)
- 1991: Highway zur Hölle (Highway to Hell)
- 1992: Flucht aus dem Eis (Map of the Human Heart)
- 1992: Dr. Frankenstein
- 1992: Die Stunde der Patrioten (Patriot Games)
- 1994: Double Cross – Gefährliche Begierde (Double Cross)
- 1996: Der Rasenmäher-Mann 2 – Beyond Cyberspace (Lawnmower Man 2: Beyond Cyberspace)
- 1998: Sir Arthur Conan Doyle’s Lost World (The Lost World)
- 1999: Merlin: Die Rückkehr (Merlin: The Return, Fernsehfilm)
- 1999: Das Auge (Eye of the Beholder)
- 1999: Schrecken der Karibik – Die Schatzinsel (Treasure Island)
- 2000: Allein gegen das Verbrechen (When the Sky Falls)
- 2001: Altar des Satans (Devil’s Prey)
- 2001: Amazons and Gladiators
- 2001: The Invisible Circus (The Invisible Circus)
- 2002: Dracula
- 2004: Ella – Verflixt & zauberhaft (Ella Enchanted)
- 2006: Johnny Was
- 2006: Played – Abgezockt (Played)
- 2006: Secret of the Cave
- 2011: Ice – Der Tag, an dem die Welt erfriert (Ice) (Fernsehfilm)
- 2012: Eldorado
- 2012: Gallowwalkers
- 2016: Free Fire
- 2017: No Offence (Fernsehserie, 1 Folge)
- 2017: Red Rock (Fernsehserie, 9 Folgen)
- 2017–2018: EastEnders (Fernsehserie, 32 Folgen)
- 2018: Quantico (Fernsehserie, 1 Folge)
- 2019: Wild Bill (Fernsehserie, 1 Folge)
- 2021: Finding You